# روبن جونسون
روبن جونسون (بالإنجليزية: Robin Johnson)‏ هي ممثلة أمريكية، ولدت في 24 مايو 1964 في الولايات المتحدة.

## وصلات خارجية
- روبن جونسون على موقع IMDb (الإنجليزية)
- روبن جونسون على موقع ديسكوغز (الإنجليزية)
- روبن جونسون على موقع قاعدة بيانات الفيلم (الإنجليزية)